# Lukáš Procházka
Lukáš Procházka (* 8. června 1982) je basketbalista hrající českou Národní basketbalovou ligu za tým NH Ostrava. Hraje na pozici křídla. Je vysoký 197 cm, váží 90 kg.

## Kariéra
- 2003–2007 : NH Ostrava

## Statistiky
| Sezóna   | Soutěž      | Odehrané minuty | Průměr na zápas | Body | Průměr na zápas |
| -------- | ----------- | --------------- | --------------- | ---- | --------------- |
| 2003/04  | Mattoni NBL | 462.4           | 14.9            | 90   | 2.9             |
| 2004/05  | Mattoni NBL | 400.7           | 14.3            | 86   | 3.1             |
| 2005/06  | Mattoni NBL | 450.7           | 17.3            | 74   | 2.8             |
| 2006/07* | Mattoni NBL | 438.8           | 24.4            | 109  | 6.1             |

 *Rozehraná sezóna - údaje k 20.1.2007 